# Теженов, Тежен
Тежен Теженов (род. 4 сентября 1993) — туркменский самбист и дзюдоист, чемпион Туркменистана по дзюдо 2009 года среди кадетов, победитель и призёр международных турниров по самбо, чемпион Азии по самбо 2016 года, бронзовый призёр розыгрыша Кубка мира по самбо 2015 года, бронзовый призёр чемпионатов мира по самбо 2015 и 2016 годов, бронзовый призёр соревнований по пляжному самбо на пляжных Азиатских играх 2014 года, мастер спорта Туркмении международного класса по самбо. По самбо выступал в первой средней (до 82 кг) и второй средней (до 90 кг) весовых категориях.
Победитель соревнований по курешу на Азиатских играх по боевым искусствам и состязаниям в помещениях 2017 года в Ашхабаде.